# Nolana elegans
Nolana elegans là loài thực vật có hoa trong họ Cà. Loài này được (Phil.) Reiche mô tả khoa học đầu tiên năm 1910.